# Jean d'Arbois
Jean d'Arbois (... – 1375) è stato un pittore francese.
Di lui ci rimangono solo quattro tavole a soggetto religioso; fu probabilmente attivo in Lombardia.